# 윤득실
윤득실(尹得實, 1768년 - 1805년)은 조선 후기의 문신, 관료였다. 경기도 수원 출신으로, 그의 집터가 수원행궁에 편입되어 그는 충청도 천안으로 내려가야 했다. 본관은 해평이고 자는 성보(誠甫)이다.

## 생애
1768년 경기도 수원부 수원읍에서 윤발과 현감 이장(李樟)의 딸 전주이씨의 넷째 아들로 태어났다. 그의 어머니 전주이씨는 현감을 지내고 증 승정원 좌승지에 추증된 이장의 셋째 딸이었으나, 서녀였다. 효령대군파 파성군파 족보에는 서녀로 나타난다. 어머니 전주이씨는 효령대군의 후손으로, 효령대군의 12대손이며, 파성군 철동의 8대손, 임진왜란 때의 장군 이경록의 5대손이다. 
셋째 아들이자 바로 윗 형 윤득길(尹得吉)은 아들이 없던 삼촌 윤침(尹沈)의 양자로 갔다. 그는 조선 선조 때의 형제 정승 윤두수, 윤근수 형제의 후손이었고, 도재 윤흔의 5대손이었다. 고조부 윤취지는 음서 제도로 출세하여 관직 이 가의대부 동지중추부사에 이르렀고, 할아버지 윤세겸은 음서제도로 출사하여 지방관을 역임하고 종2품 가선대부 동지돈녕부사에 이르렀다. 그러나 윤득실의 아버지 윤발은 서자였고, 관직이 없었다. 후에 그의 집이 행궁에 편입되면서 아버지 윤발은 잠깐 낭청직을 지내기도 했다. 그러나 1794년 자리가 없어 다시 관직에 임용되지 못했다. 아버지 윤발에게 후일 호조참의가 추증된 것은 그의 아들 윤취동의 신원 상소 때문이었고, 다시 비서원승이 증직된 것은 손자 윤웅렬의 출세로 내려진 증직이었다.
수원부에 살던 그의 집이 수원 행궁터로 편입되면서 그는 충청남도 천안군으로 내려오게 되었다. 1790년(정조 14년) 6월 7일 수원부 행궁에 집터가 편입된 사대부들을 상대로 유생과 무사들을 시취할 때 그는 고시(古詩) 부문에서 삼상, 삼중, 삼하로 등급을 나눌 때 삼하 등급이었고 즉석에서 선자(扇子) 2개를 상물로 하사받았다. 그해 12월 11일 정조가 다시 수원부 제술을 주관할 때 응시, 이때 참여한 무사와 유생들을 시상할 때 그는 미 7두를 하사받았다.
1791년(정조 15년) 4월 3일 정조가 수원 읍내 유생들을 대상으로 응제시(應製詩)를 주관할 때, 삼하, 초삼하, 차상, 차하, 갱, 위 등급으로 나눌 때 그는 갱 등급을 얻어 소어염 반급을 상물로 받았다. 5월 26일 다시 수원 읍내 유생들을 시취할 때 부(賦)에서는 삼상, 삼중, 삼하, 차상, 차중, 차하, 외등으로 나눌 때 그의 성적은 차중이어서 미 2두를 상물로 받았다. 나중에 관직에 올라 최종 품계는 통덕랑에 이르렀다. 그러나 그는 술을 좋아하여 술병으로 사망하게 된다. 훗날 그의 손자 윤영렬은 다시 자신의 자손들에게 술을 조심할 것을 강조했다 한다.
사후 손자 윤웅렬이 출세하여 증직으로 통정대부 이조참의에 추증되었다가, 다시 증 가선대부 의정부공찬, 다시 증 내부협판으로 추증되었다. 후일 굶주린 불교승려를 잘 대접한 그의 셋째 아들 윤취동은 승려가 알려준 이순신 묘 근처에 그를 매장했다가 뒤에 명당자리의 발복으로 출세했다는 전설이 전한다. 그의 묘는 다시 아산군 둔포면 신항리로 옮겨졌고, 그의 내외 묘소와 장남 윤교동 내외의 묘소, 이어 윤취동의 첫 부인 고령신씨 묘소가 순서대로 안장되었다.

## 가족관계
- 고조부 : 윤취지(尹就之)
  - 증조부 : 윤채(尹埰)
    - 조부 : 윤세겸(尹世謙)
    - 조모 : 김해 김씨
      - 이복 백부 : 윤옥(尹沃)
      - 이복 중부 : 윤학(尹㶅)
      - 아버지 : 윤발(尹潑, 1726년 ~ 1798년 9월 25일)
      - 어머니 : 전주 이씨(1730년 ~ 1796년), 현감 이장(李樟)의 서녀
      - 숙부 : 윤침(尹沉)
      - 숙모 : 언양 김씨
        - 형님 : 윤득눌(尹得訥)
          - 조카 : 윤해동(尹海東)

        - 형님: 윤득술(尹得述)
          - 조카 : 윤경동(尹慶東)

        - 형님 : 윤득길(尹得吉) - 윤침에게 양자로 감
        - 부인 : 남양 홍씨(1765년 ~ 1816년 5월 7일), 홍득권(洪得權)의 딸
          - 장남 : 윤교동(尹敎東)
          - 자부 : 나주 임씨
            - 손자 : 윤팽렬(尹彭烈)

          - 차남 : 윤우동(尹祐東)
          - 자부 : 우봉 이씨
            - 손자 : 윤봉렬(尹鳳烈)
              - 증손 : 윤치중(尹致仲)
              - 증손 : 윤치석(尹致奭)

          - 삼남 : 윤취동(尹取東)
          - 자부 : 고령 신씨
          - 자부 : 안동 김씨
            - 손자 : 윤웅렬(尹雄烈)
              - 증손 : 윤치호(尹致昊), 계몽사상가, 사회운동가, 교육자
              - 증손 : 윤치왕(尹致旺)
              - 증손 : 윤치창(尹致昌)

            - 손자 : 윤영렬(尹英烈)
              - 증손 : 윤치오(尹致旿) - 윤일선 서울대 총장의 부친
              - 증손 : 윤치소(尹致昭) - 윤보선 前 대통령의 부친
                - 현손 : 윤보선 - 대한민국 제 4대 대통령
                  - 내손 : 윤상구,윤동구,윤완구,윤완희

              - 증손 : 윤치성(尹致晟)
              - 증손 : 윤치병(尹致昞)
              - 증손 : 윤치명(尹致明)
              - 증손 : 윤치영(尹致暎) 前 국회부의장 -윤인구 KBS 아나운서의 조부
- 외할아버지 : 이장(李樟, 1680년 ~ 1752년 7월 20일)